# Sisters (film, 2006)
Cet article concerne le film de Douglas Buck. Pour le film de Brian De Palma, voir Sœurs de sang.
Pour les articles homonymes, voir Sisters.
Pour plus de détails, voir Fiche technique et Distribution.
Sisters est un thriller américain de Douglas Buck, sorti en 2006. Ce film est un remake de Sœurs de sang réalisé par Brian De Palma en 1973.

## Synopsis
En enquêtant sur le passé trouble du docteur Philip Lacan, Grace, une journaliste, est témoin d'un meurtre commis par une femme. La coupable est-elle Angélique, l'ex-épouse du docteur, devenue son cobaye, ou bien sa sœur jumelle ? Son enquête la mène à la clinique Zurvan, spécialisée dans les traitements psychanalytiques expérimentaux pour enfants. 

## Fiche technique
- Titre original et français : Sisters
- Réalisation : Douglas Buck
- Scénario : Douglas Buck et John Freitas, d'après la version de 1973
- Musique : Bernard Herrmann
- Photographie : John J. Campbell
- Montage : Omar Daher
- Production : Edward R. Pressman
- Sociétés de production : Edward R. Pressman Film et Image Entertainment
- Pays de production :  États-Unis
- Format : couleurs - 2,35:1 - DTS / Dolby Digital / SDDS - 35 mm
- Genre : thriller
- Durée : 92 minutes
- Dates de sortie : 
  - États-Unis : 13 octobre 2006 (Festival international du film de Catalogne ; 11 mars 2008 (DVD)
  - France : 25 mars 2008 (DVD)
- Film interdit aux moins de 16 ans lors de sa sortie en France

## Distribution
- Chloë Sevigny : Grace Collier, la journaliste
- Lou Doillon : Angélique / Annabelle Tristiana
- Stephen Rea : le docteur Philip Lacan
- Dallas Roberts : Dylan Wallace
- JR Bourne : Larry Franklin
- William B. Davis : Dr. Bryant
- Gabrielle Rose : Dr. Mercedes Kent
- Alistair Abell : Inspecteur Connors
- Serge Houde : Inspecteur Kalen
- Talia Williams : Lily
- Rachel Williams : Eve
- Erica Van Briel : Sofia Tristiana

## Distinctions
- Festival international du film de Catalogne 2006 : sélection en compétition
- Fangoria Chainsaw Awards 2009 : nomination pour la meilleure actrice secondaire pour Lou Doillon